# Saut en longueur féminin aux championnats du monde d'athlétisme 2011
Navigation
Berlin 2009 Moscou 2013
L'épreuve du saut en longueur féminin des championnats du monde de 2011 s'est déroulée les 27 et 28 août 2011 dans le stade de Daegu en Corée du Sud. Elle est remportée par l'Américaine Brittney Reese.

## Records et performances

### Records
Les records du 20 km femmes (mondial, des championnats et par continent) étaient avant les championnats 2011 les suivants s  
| Record                    | Athlète              | Pays             | Résultat | Lieu                        | Date             |
| ------------------------- | -------------------- | ---------------- | -------- | --------------------------- | ---------------- |
| Record du monde           | Galina Chistyakova   | Union soviétique | 7,52 m   | Leningrad, Union soviétique | 11 juin 1988     |
| Record des championnats   | Jackie Joyner-Kersee | États-Unis       | 7,36 m   | Rome, Italie                | 4 septembre 1987 |
| Record d'Afrique          | Chioma Ajunwa        | Nigeria          | 7,12 m   | Atlanta, États-Unis         | 2 août 1996      |
| Record d'Asie             | Yao Weili            | Chine            | 7,01 m   | Jinan, Chine                | 5 juin 1993      |
| Record d'Amérique du Nord | Jackie Joyner-Kersee | États-Unis       | 7,49 m   | New York, États-Unis        | 22 mai 1994      |
| Record d'Amérique du Sud  | Maurren Maggi        | Brésil           | 7,26 m   | Bogota, Colombie            | 26 juin 1999     |
| Record d'Europe           | Galina Chistyakova   | Union soviétique | 7,52 m   | Leningrad, Union soviétique | 11 juin 1988     |
| Record d'Océanie          | Bronwyn Thompson     | Australie        | 7,00 m   | Melbourne, Australie        | 7 mars 2002      |

### Meilleures performances de l'année 2011
Les dix athlètes les plus performants de l'année sont, avant les championnats (au 14 août 2011), les suivants.
|    | Athlète            | Pays        | Résultat | Date            |
| -- | ------------------ | ----------- | -------- | --------------- |
| 1  | Brittney Reese     | États-Unis  | 7,19 m   | 26 juin 2011    |
| 2  | Darya Klishina     | Russie      | 7,05 m   | 17 juillet 2011 |
| 3  | Olga Zaytseva      | Russie      | 7,01 m   | 22 juillet 2011 |
| 4  | Janay DeLoach      | États-Unis  | 6,97 m   | 26 juin 2011    |
| 5  | Veronika Shutkova  | Biélorussie | 6,95 m   | 21 mai 2011     |
| 6  | Maurren Higa Maggi | Brésil      | 6,89 m   | 22 mai 2011     |
| 7  | Olga Balayeva      | Russie      | 6,89 m   | 30 juin 2011    |
| 8  | Funmi Jimoh        | États-Unis  | 6,88 m   | 6 mai 2011      |
| 9  | Lauma Griva        | Lettonie    | 6,88 m   | 10 juin 2011    |
| 10 | Anna Nazarova      | Russie      | 6,88 m   | 21 juillet 2011 |

## Engagées
Pour se qualifier, il faut avoir réalisé au moins 6,75 (minimum A) ou 6,65 m (minimum B) du 1er octobre 2010 au 15 août 2011.

## Médaillées
| Or                   | Argent               | Bronze                            |
| Brittney Reese (USA) | Ineta Radevica (LAT) | Nastassia Mironchyk-Ivanova (BLR) |

Le 1er février 2017, le TASS annonce la disqualification d'Olga Kucherenko, médaillée d'argent, pour dopage. La médaille est ainsi redonnée à la Lettone Ineta Radēviča et la médaille de bronze à la Biélorusse Nastassia Mironchyk-Ivanova.

## Résultats

### Finale
| Rang               | Athlète                     | Pays        | Essais             | Essais             | Essais             | Essais             | Essais             | Essais             | Marque | Notes |
| Rang               | Athlète                     | Pays        | 1                  | 2                  | 3                  | 4                  | 5                  | 6                  | Marque | Notes |
| ------------------ | --------------------------- | ----------- | ------------------ | ------------------ | ------------------ | ------------------ | ------------------ | ------------------ | ------ | ----- |
| Médaille d'or      | Brittney Reese              | États-Unis  | 6,82 m (+ 0,1 m/s) | X                  | X                  | X                  | X                  | X                  | 6,82 m |       |
| Médaille d'argent  | Ineta Radevica              | Lettonie    | 6,61 m (- 0,5 m/s) | 6,63 m (- 0,4 m/s) | 6,66 m (+ 0,3 m/s) | 6,61 m (- 0,2 m/s) | X                  | 6,76 m (- 0,3 m/s) | 6,76 m | SB    |
| Médaille de bronze | Nastassia Mironchyk-Ivanova | Biélorussie | X                  | 6,71 m (+ 0,1 m/s) | 6,74 m (+ 0,2 m/s) | X                  | X                  | X                  | 6,74 m |       |
| 4                  | Carolina Klüft              | Suède       | X                  | 6,44 m (0,0 m/s)   | 6,56 m (+ 0,4 m/s) | X                  | 6,37 m (+ 0,3 m/s) | X                  | 6,56 m |       |
| 5                  | Janay DeLoach               | États-Unis  | 6,32 m (- 0,2 m/s) | 6,39 m (+ 0,2 m/s) | X                  | X                  | 6,32 m (+          | 6,56 m (+0,3 m/s)  | 6,56 m |       |
| 6                  | Darya Klishina              | Russie      | 6,39 m (- 0,5 m/s) | 6,30 m (+ 0,3 m/s) | 6,49 m (+ 0,3 m/s) | X                  | 6,50 m (+ 0,1 m/s) | 6,33 m (- 0,5 m/s) | 6,50 m |       |
| 7                  | Karin Mey Melis             | Turquie     | X                  | 6,44 m (+ 0,5 m/s) | X                  | X                  | 6,44 m (+ 0,4 m/s) | 6,19 m (- 0,4 m/s) | 6,44 m |       |
| 8                  | Mayookha Johny              | Inde        | 6,37 m (- 0,3 m/s) | 6,31 m (- 0,5 m/s) | 6,26 m (+ 0,5 m/s) | -                  | -                  | -                  | 6,37 m |       |
| 9                  | Naide Gomes                 | Portugal    | X                  | 6,16 m (- 0,1 m/s) | 6,26 m (- 0,2 m/s) | -                  | -                  | -                  | 6,26 m |       |
| 10                 | Maurren Higa Maggi          | Brésil      | X                  | X                  | 6,17 m (+ 0,6 m/s) | -                  | -                  | -                  | 6,17 m |       |
| —                  | Funmi Jimoh                 | États-Unis  | X                  | X                  | X                  | -                  | -                  | -                  | NM     |       |
| DQ                 | Olga Kucherenko             | Russie      | 6,48 m (+ 0,2 m/s) | 6,56 m (+ 0,1 m/s) | 6,65 m (+ 0,5 m/s) | 6,77 m (0,0 m/s)   | X                  | 6,77 m (- 0,4 m/s) | 6,77 m |       |

### Qualifications
Qualification pour la finale : 6,75 m (Q) ou parmi les 12 meilleurs sauts (q).
| Rang | Groupe | Athlète                     | Nationalité               | Essai 1 | Essai 2 | Essai 3 | Résultat | Notes |
| ---- | ------ | --------------------------- | ------------------------- | ------- | ------- | ------- | -------- | ----- |
| 1    | B      | Maurren Higa Maggi          | Brésil                    | 6,55 m  | 6,86 m  |         | 6,86 m   | Q     |
| 2    | B      | Nastassia Mironchyk-Ivanova | Biélorussie               | 6,80 m  |         |         | 6,80 m   | Q     |
| 3    | A      | Brittney Reese              | États-Unis                | 6,41 m  | x       | 6,79 m  | 6,79 m   | Q     |
| 4    | B      | Darya Klishina              | Russie                    | 6,77 m  |         |         | 6,77 m   | Q     |
| 5    | A      | Naide Gomes                 | Portugal                  | 6,76 m  |         |         | 6,76 m   | Q     |
| 6    | B      | Funmi Jimoh                 | États-Unis                | 6,68 m  | x       | 6,26 m  | 6,68 m   | q     |
| 7    | A      | Olga Kucherenko             | Russie                    | 6,37 m  | 6,67 m  | x       | 6,67 m   | q     |
| 8    | A      | Carolina Klüft              | Suède                     | 6,60 m  | x       | 6,40 m  | 6,60 m   | q     |
| 9    | B      | Ineta Radēviča              | Lettonie                  | x       | 6,59 m  | x       | 6,59 m   | q     |
| 10   | B      | Mayookha Johny              | Inde                      | 6,52 m  | x       | 6,53 m  | 6,53 m   | q     |
| 11   | B      | Karin Mey Melis             | Turquie                   | x       | x       | 6,52 m  | 6,52 m   | q     |
| 12   | A      | Janay DeLoach               | États-Unis                | x       | 6,29 m  | 6,51 m  | 6,51 m   | q     |
| 13   | B      | Olga Zaytseva               | Russie                    | 6,50 m  | x       | x       | 6,50 m   |       |
| 14   | A      | Bianca Kappler              | Allemagne                 | 6,48 m  | 6,48 m  | 6,32 m  | 6,48 m   |       |
| 15   | A      | Viktoriya Rybalko           | Ukraine                   | 6,45 m  | x       | 6,40 m  | 6,45 m   |       |
| 16   | A      | Veronika Shutkova           | Biélorussie               | 6,45 m  | x       | 6,29 m  | 6,45 m   |       |
| 17   | A      | Bianca Stuart               | Bahamas                   | x       | 3,96 m  | 6,44 m  | 6,44 m   |       |
| 18   | B      | Blessing Okagbare           | Nigeria                   | x       | 6,36 m  | 6,27 m  | 6,36 m   |       |
| 19   | B      | Irene Pusterla              | Suisse                    | 6,34 m  | 6,22 m  | 6,21 m  | 6,34 m   |       |
| 20   | B      | Shara Proctor               | Royaume-Uni               | x       | x       | 6,34 m  | 6,34 m   |       |
| 21   | A      | Marestella Torres           | Philippines               | 6,31 m  | 6,19 m  | 6,22 m  | 6,31 m   |       |
| 22   | A      | Teresa Dobija               | Pologne                   | x       | x       | 6,30 m  | 6,30 m   |       |
| 23   | A      | Lauma Griva                 | Lettonie                  | 6,27 m  | 6,16 m  | 6,10 m  | 6,27 m   |       |
| 24   | A      | Keila Costa                 | Brésil                    | 6,09 m  | 6,07 m  | 6,26 m  | 6,26 m   |       |
| 25   | A      | Yuliya Tarasova             | Ouzbékistan               | x       | 6,26 m  | x       | 6,26 m   |       |
| 26   | B      | Éloyse Lesueur              | France                    | x       | x       | 6,22 m  | 6,22 m   |       |
| 27   | B      | Nina Kolaric                | Slovénie                  | x       | 6,19 m  | 6,15 m  | 6,19 m   |       |
| 28   | A      | Jovanee Jarrett             | Jamaïque                  | 6,19 m  | x       | 5,75 m  | 6,19 m   |       |
| 29   | B      | Jung Soon-Ok                | Corée du Sud              | x       | x       | 6,18 m  | 6,18 m   | SB    |
| 30   | B      | Chantel Malone              | Îles Vierges britanniques | 5,96 m  | 6,12 m  | x       | 6,12 m   |       |
| 31   | B      | Sosthene Moguenara          | Allemagne                 | x       | x       | 6,02 m  | 6,02 m   |       |
| 32   | A      | Ola Sesay                   | Sierra Leone              | 5,64 m  | 5,94 m  | 5,43 m  | 5,94 m   |       |
| 33   | B      | Tori Polk                   | États-Unis                | x       | 5,66 m  | x       | 5,66 m   |       |
| 34   | A      | Enas Gharib                 | Égypte                    | 5,35 m  | 5,48 m  | 5,44 m  | 5,48 m   | SB    |
|      | B      | Concepción Montaner         | Espagne                   | x       | x       | x       | NM       |       |
|      | A      | Ivana Španović              | Serbie                    |         |         |         | DNS      |       |

## Légende
Records et Performances
- AR : Record continental (area record)
- CR : Record des championnats (championship record)
- MR : Record du meeting (meet record)
- NR : Record national (national record)
- OR : Record olympique (olympic record)
- PR : Record paralympique (paralympic record)
- PB : Record personnel (personal best)
- SB : Meilleure performance personnelle de la saison (season's best)
- WL : Meilleure performance mondiale de l'année (world leader)
- WJR : Record du monde junior (world junior record)
- WR : Record du monde (world record)

Circonstances et Conditions
- DNF : N'a pas terminé (did not finish)
- DNS : N'a pas pris le départ (did not start)
- DQ : Disqualification (disqualification)
- NM : Aucun essai valable enregistré (No Mark)
- Q : Qualifié « directement » au prochain tour (ou à la prochaine compétition), lors d'une compétition majeure, grâce au classement ou à la réalisation des minima (automatic qualifier)
- q : Qualifié au prochain tour (ou à la prochaine compétition), lors d'une compétition majeure, grâce au repêchage ou à la réalisation de l'une des meilleures performances parmi celles des « non qualifiés directement » (grâce au meilleur temps ou à la meilleure distance par exemple) (secondary qualifier)